# Abraham Robinson
Abraham Robinson (6 de outubro de 1918 — New Haven, 11 de abril de 1974) foi um matemático estadunidense nascido na Alemanha.
Notabilizou-se pelo desenvolvimento de análise não-standard, um sistema matematicamente rigoroso para o tratamento dos números infinitesimais e infinitos.